# Vitali Kondrut
Vitali Kondrut (en ucrainès Віталій Кондрут; Djankoi, República de Crimea, 15 d'agost de 1984) és un ciclista ucraïnès, professional des del 2007 fins al 2012. Combina la carretera amb el ciclisme en pista.

## Palmarès en ruta
- 2006
  -  Campió d'Ucraïna sub-23 en ruta
- 2008
  - 1r a la Roue tourangelle
  - 1r al Tour de Ribas

## Palmarès en pista
- 2002
  -  Campió d'Europa júnior en Persecució per equips (amb Andriy Buchko, Vadym Matsko i Dmitrò Hrabovski)